# تعلقه رتو دیرو
تعلقه رتو دیرو (به انگلیسی: Ratodero Taluka) یک تعلقه یا تحصیل در پاکستان است که در ایالت سند واقع شده‌است. تعلقه رتو دیرو ۱۳۸٬۰۰۲ کیلومتر مربع مساحت و ۵۳۵٬۸۷۳ نفر جمعیت دارد.